# Isla Antílope

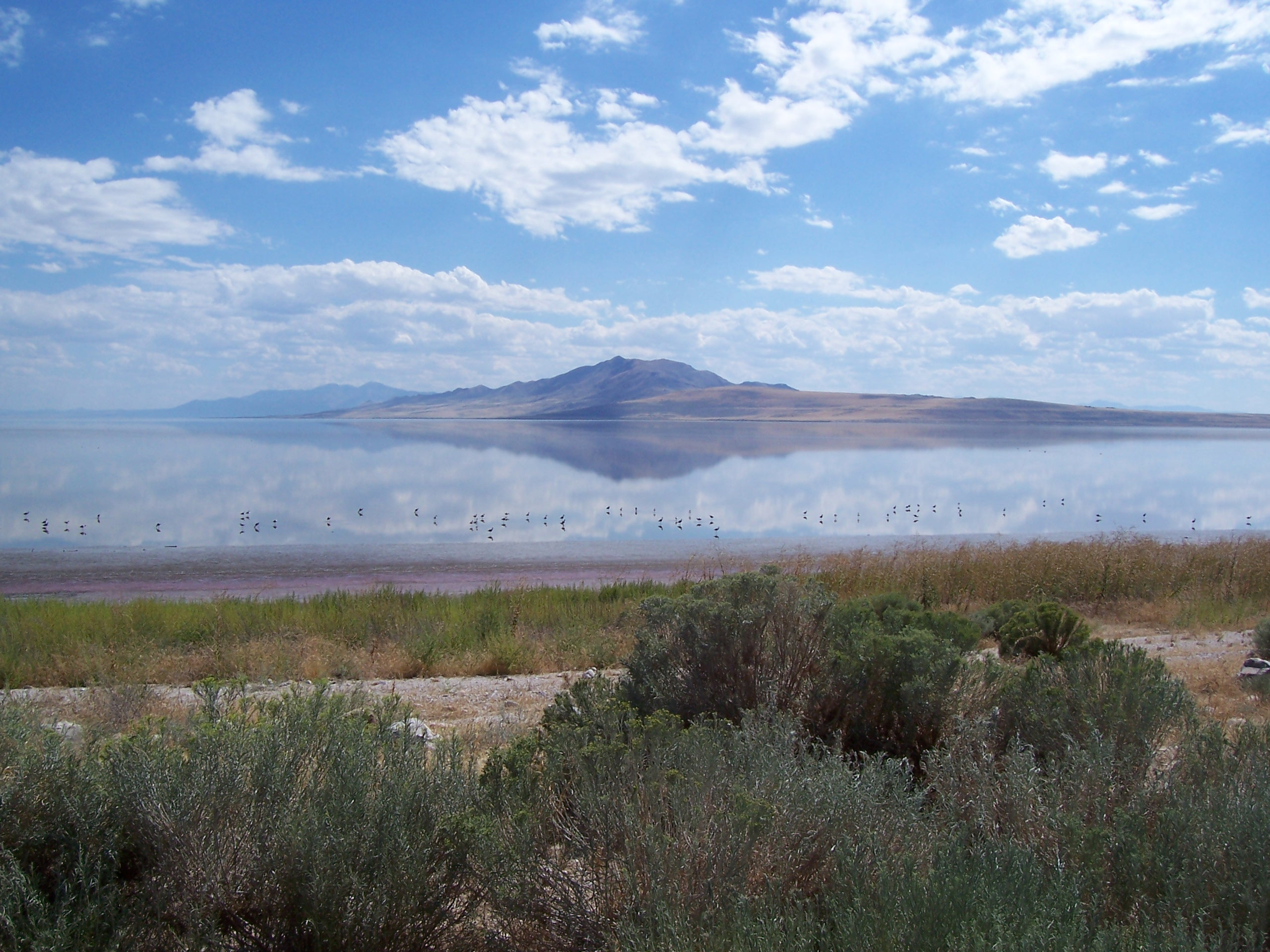
Vista de la isla

La isla Antílope (en inglés: Antelope Island) es una isla estadounidense con una superficie de 42 millas cuadradas (109 km², 28.800 acres o 11.700 hectáreas), y se encuentra a 15 millas de largo y 4,5 millas en su punto más ancho, lo que la hace más grande de las otras 10 islas situadas en el Gran Lago Salado (Great Salt Lake), en el estado de Utah. La isla se encuentra en la porción sureste del lago, a una distancia de 35 millas de Salt Lake City y está en el Condado de Davis. Se convierte en una península cuando el lago se encuentra en niveles extremadamente bajos. John C. Fremont y Kit Carson le pusieron este nombre en 1845, durante la exploración del Gran Lago Salado. Mataron a un antílope en la isla y en gratitud por su carne la llamaron isla Antílope.
La isla tiene belleza escénica natural y mantiene poblaciones de Berrendo, Borrego Cimarrón, el Bisonte americano, el Puerco Espín, Tejón, Coyote, Gato Montés, y millones de aves migratorias acuáticas alrededor de la isla. Los bisontes, introducidos a la isla en 1893, han demostrado ser una valiosa arma genética para la cría del bisonte y la conservación. Al bisonte le va bien porque gran parte de la isla está cubierta por los pastizales secos nativos.
La geología de la isla Antílope consiste sobre todo en las llanuras aluviales con praderas de pastizales en el norte, este y sur de la isla, junto a una zona montañosa central. Los depósitos del Precámbrico en la isla de antílope son algunas de las rocas más antiguas de los Estados Unidos, mayores incluso que las rocas precámbricas en el fondo del Gran Cañón.

## Parque estatal
La isla entera está incluida en el parque estatal homónimo. Originalmente, la isla Antílope fue utilizada como un rancho para ganado vacuno y ovino, a partir de los primeros días de la llegada de los pioneros mormones en el Valle del Lago Salado. La Iglesia de Jesucristo de los Santos de los Últimos Días (Mormones) envió a Fielding Garr, uno de los pioneros mormones, para vivir en la isla y manejar el Rancho. La iglesia controló el rancho en la isla desde 1848 hasta aproximadamente 1870. La isla fue comprada en 1870 por John Dooly, Sr, y la compañía que Dooly fundó dirigió la isla y ranchos desde 1884 hasta 1981. A principios del siglo XX, a causa de su fauna y belleza escénica, algunos sugirieron que la isla debería convertirse en un parque nacional, pero el movimiento nunca llegó a realizarse. A. H. Leonard compró la isla y la manada de bisontes de la familia Dooly en 1924, y estuvo de acuerdo con una propuesta para convertirla en un parque nacional, pero el Congreso no tomó ninguna medida al respecto. En 1959, el senador Frank E. Moss de Utah pidió al Servicio de Parques Nacionales de los EE. UU., que consideraran el Gran Lago Salado para su inclusión en el Sistema de Parques Nacionales. El estudio tuvo grandes elogios para la Isla del antílope como un posible parque nacional, pero encontró "poco más de valor en el Gran Lago Salado". Cuando se creó el sistema de parques estatales del estado de Utah, se hicieron propuestas para convertir la isla Antílope en parque estatal y la propuesta poco a poco fue recibiendo el apoyo del público, pero la isla era de propiedad privada en aquel entonces. El estado de Utah compró la parte norte de la isla en 1969, y adquirió el resto en 1981, cuando compró el histórico Rancho de Fielding Garr, y se retiró el ganado y las ovejas. El parque estatal se creó en 1981.
La isla queda solamente a 35 millas de Salt Lake City y es accesible a través de una calzada desde Siracusa, Utah (Syracuse) en Condado de Davis. Acceso desde el Interestatal 15 (Utah) (I-15) es por la salida 332, y luego hacia el oeste a lo largo de Antelope Drive (Utah State Route 108, SR-108). La costa de la isla (todo menos el lado oeste de la isla) es casi plana, con playas y llanuras al pie de las montañas de la isla. Estas montañas escarpadas son visibles desde la mayor parte del norte del Wasatch Front, alcanzando una altitud máxima de 6596 pies de altura, que está a punto de 2500 pies por encima del nivel del lago.
En el lado este de la isla, 11 millas al sur de la calzada, se encuentra el Rancho de Fielding Garr. Allí está el edificio más antiguo en Utah, construido por los pioneros, que todavía está en su base original. Funciona como un rancho histórico de 'demostración'. Hay clases que demuestran la vida ranchera y los circuitos del rancho están disponibles. Durante el verano, también hay caballos para alquilarse por hora en el rancho. Jinetes pueden pasar solo entre los búfalos por los senderos, o un guía turístico puede acompañar a los jinetes a observar los búfalos (bisontes). La parte sur de la carretera hacia el Rancho de Fielding Garr es controlada por una puerta que solo está abiertá de 9 AM a 6 PM durante los días del verano, y de 9 AM a 5 PM durante el invierno.
El parque estatal de la isla Antílope tiene aproximadamente 300.000 visitantes al año. En el año 2010 fue el quinto parque más visitado del Estado de Utah.

## Gran Lago Salado
La isla Antílope está rodeada por el Gran Lago Salado. El lago es extremadamente salado, con niveles de sal que alcanzan hasta un 25% del lago, en volumen. No es compatible con los peces, pero tiene grandes números de camarón de salmuera Artemia, que proporcionan alimento para las aves acuáticas. Debido a la alta salinidad, la isla es en su mayoría sin agua dulce disponible.

## Actividades
La isla es reconocida por su belleza escénica, especialmente en el cuadrante noroeste, cerca de Buffalo Point y White Rock Bay. Es uno de los mejores lugares para admirar la belleza del Gran Lago Salado.
Un festival de globos de aire caliente se celebra anualmente, al principio de septiembre, en torno al Día del Trabajo. Observación de aves en la isla Antílope es bien conocida. Senderismo y Ciclismo son actividades muy populares, pero el agua es escasa y hay pocos árboles en la isla. Aunque no es estrictamente una isla desierta, no hay habitantes permanentes humanos y las condiciones son muy secas y puede ser muy calorosa durante el verano. El agua dulce no está fácilmente disponible en la isla, aunque hay algunos manantiales naturales, sobre todo en la espina montañosa en el medio de la isla y hacia el extremo sur de la isla. El agua y los baños están disponibles en las áreas de visitantes de la isla. Hay una tienda de regalos y un restaurante pequeño de comida rápida que está abierta durante la temporada de visitante principal. Se encuentra en el Punto de Buffalo. Las playas públicas, un puerto deportivo y zonas para acampar durante la noche están disponibles y son populares en la zona norte de la isla.
La observación de la fauna es también muy popular en la isla Antílope, en especial el gran número de bisontes, que son parte de la Manada de Bisontes de la Isla Antílope. Coyotes y antílopes berrendo se ven a veces cerca de las carreteras principales y sitios para acampar, y los bisontes a menudo vagan por los caminos, aunque los bisontes se encuentran más frecuentemente hacia el extremo sur de la isla, cerca del Rancho de Fielding Garr. Otras actividades en la isla incluyen la visita al histórico Rancho de Fielding Garr, paseos a caballo y la fotografía. Carrera por montaña en la isla tiene devotos, y varias carreras de trail running se llevan a cabo en la isla cada año, a una distancia de 25 kilómetros, 50 kilómetros, 50 millas y 100 millas.

## Animales y aves silvestres

### Bisontes
La isla Antílope tiene una gama única de vida silvestre y es famosa por su población grande de bisontes, de la Manada de Bisontes de la Isla Antílope. Aunque la isla fue nombrada por los Berrendo (Pronghorn Antilope) que John C. Fremont y Kit Carson descubrieron en la isla, al explorar el Gran Lago Salado, bisontes (American Buffalo) se introdujeron más tarde. Todos los bisontes en la isla tuvieron su inicio cuando, "Doce bisontes, 4 toros (machos), 4 vacas (hembras) y 4 terneros fueron traídos en barco a la isla el 15 de febrero de 1893 por William John Glassman y John Dooly. Estos doce animales sentó las bases para lo que se ha convertido en una de las manadas de bisontes más grandes y antiguas de propiedad pública de la nación." La manada de bisontes aumentó rápidamente en número, y en el siglo XX varios cientos de ellos estuvieron presentes en la isla.
Una de las primeras películas mudas del siglo XX The Covered Wagon fue filmada en parte en la isla Antílope. En unas escenas, una caza del búfalo y una estampida de búfalos eran necesarios. En aquel tiempo, la Manada de Bisontes de la Isla Antílope fue posiblemente la mayor manada de bisontes en los EE. UU. Después de mucho esfuerzo, alrededor de 350 de los animales fueron conducidos a una estampida y lo filmaron entonces. La película es considerada por algunos como el primer gran 'Película Épica del Oeste’ y estableció algunos de los tópicos que persisten en las “Películas del Oeste”, tales como los carros formando un círculo en casos de peligro o ataques. Durante la película, siete búfalos fueron matados a tiros para las escenas de caza. "No crecer sentimental sobre los siete", dijo James Cruze, el director de la película. "La gente por ahí le gustaría deshacerse de todo el rebaño y lo harían, si no era por el alboroto sentimental que siempre se plantean cuando se habla de quitar los búfalos. Los animales no tienen ningún valor, no hay peor carne en la tierra para comer - y arruinar todo el territorio con fines de pastoreo de ganado lo tanto, los búfalos siguen siendo - recuerdos sentimentales de la América del pasado."
Parece que la cacería fue el motivo principal por el Sr. Dooly para establecer el "Buffalo Herd" en la isla Antílope. En la década de 1890 el Bisonte americano se había extinguido en la mayor parte de su antigua área de distribución y se estaba convirtiendo en muy raros. Al parecer, John Dooly sentía que podía hacer una ganadería de los "búfalos" con el propósito de cobrar dinero para cazarlos. Cuando reconocieron que mantener bisontes para la caza era económicamente inviable, los intentos de criarlos en la isla fueron descartado. En 1926 se organizó una gran cacería final, los búfalos de la isla fueron perseguidos y muchos de ellos muertos en una gran masacre. Más tarde, una población remanente que escapó de la cacería se quedó solo y comenzó a aumentar otra vez. Finalmente, el Estado de Utah adquirió la propiedad de la manada, que una vez más tenía la numeración de cientos de individuos. Desde ese momento, los bisontes han sido cuidadosamente gestionado y supervisado para la salud y la ausencia de enfermedad.
Cada año, a finales de octubre, todos los bisontes en la isla son conducidos hacia una zona central en un 'Gran Redondo de Los Búfalos' y los guardan brevemente en corrales donde se analizan, se pesan y se vacunaron y se toman decisiones sobre el sacrificio y la selección de reproductores. La mayoría de los bisontes se liberan en unos pocos días, y de nuevo se les permite vagar libres en la isla.
La manada de bisontes fluctúa entre 550 y 700, y es uno de los más grandes rebaños de bisontes de propiedad pública de la nación. La razón por la variabilidad del tamaño del rebaño es que los bisontes producir aproximadamente 150 a 200 terneros al año, y dado que este es un hábitat 'pradera' prime de bisontes, sin depredadores importantes, la manada puede aumentar hasta a 1/4 cada año. En la actualidad se considera que 700 es cerca de la máxima capacidad preferido por los bisontes en la isla, por lo que los bisontes exceso deben ser sacrificadas. Bisontes de esta isla son enviados cada año a otras manadas por toda América del Norte debido a su aislamiento genético, algunos marcadores genéticos únicos que figuran en la población, y debido a su condición de libre de la enfermedad. Algunos de los bisontes también se venden en una subasta pública anual y se toman como carne o caldo de cultivo para granjas comerciales de 'búfalo' en otras partes del mundo.